# خالد جمال الدين
خالد جمال الدين خليل صقر خليل (ولد في 6 يوليو 1998 في المحرق، البحرين) لاعب كرة قدم بحريني يجيد اللعب في مركز الجناح الأيمن وأيضا الجناح الأيسر. يلعب حاليا لصالح البسيتين البحريني منذ 2016.